# Odruch repulsyjny
Odruch repulsyjny (odpychający) – odruch wywołany w wyniku działania stosunkowo słabych bodźców mechanicznych na powierzchnię skóry lub błon śluzowych. Odruchy te przebiegają z udziałem mięśni poprzecznie prążkowanych (wypluwanie, kichanie, kaszel) bądź z udziałem mięśni gładkich (żołądka i przełyku w odruchu wymiotnym)

Przeczytaj ostrzeżenie dotyczące informacji medycznych i pokrewnych zamieszczonych w Wikipedii.